# Gordon Gollob
Gordon Gollob   (Viena, 16 de juny de 1912 - Sulingen, 7 de setembre de 1987) Gordon MacGollob va ser un pilot de caça austriac i as de l'aviació de la Luftwaffe durant la Segona Guerra Mundial. El seu nom prové del fet que el seu pare era d'origen escocès, tot i que eliminà el Mac per fer-lo més germànic quan s'allistà a l'exèrcit. Va substituir a Adolf Galland al càrrec de General der Jagdflieger i va ser un dels 27 receptors de la Creu de Cavaller de la Creu de Ferro amb Fulles de Roure, Espases i Brillants. Va aconseguir 150 victòries en 340 missions, de les quals 144 van ser al Front Oriental.

## Biografia
Gollob va néixer el 16 de juny de 1912 a Viena, la capital d'Àustria-Hongria. El seu pare, Heinrich Gollob, va treballar com a pintor acadèmic. La seva mare, Johanna (de soltera Reininghaus), era filla de Zoe von Karajan, parent llunyana d'Herbert von Karajan i esposa de Carl Reininghaus. Gollob va ser el primer de cinc fills. Els seus dos pares havien estudiat a l'Acadèmia de Belles Arts de Viena, on es van fer amistat mútuament amb Gordon Mallet McCouch, un artista nord-americà d'origen escocès. McCouch va ser el seu padrí i l'homònim del seu primer nom, Gordon. Max era el seu segon nom, no Mac, però a causa de McCouch, es deia "Mac". En la seva joventut, Gollob ja volia convertir-se en enginyer i pilot. El 1930, com a estudiant d'una Oberrealschule, una escola secundària, va construir el seu primer planador de primària al Tirol, experimentant amb ell a l'antic aeròdrom d'Innsbruck. També va completar la seva llicència A i B per a volar avions planadors i es va convertir en instructor, així com inspector de construcció i fusteria.
Després de quatre semestres d'enginyeria mecànica a la Universitat de Graz, Gollob es va unir a les Forces Armades austríaques el 1933 com a oficial cadet a l'artilleria. Durant tres anys va ser entrenat a l'Acadèmia Militar Theresiana de Wiener Neustadt i va ser ascendit a Leutnant (segon tinent) l'1 de setembre de 1936. Després va servir com a instructor a la Força Aèria Austríaca i comandant de Schulstaffel A (Esquadró d'entrenament A). Després de l'Anschluss del març de 1938, la incorporació forçada d'Àustria a l'Alemanya nazi, Gollob va ser traslladat a la Luftwaffe (la força aèria alemanya nazi). Allà, va ser ascendit a Oberleutnant (primer tinent) l'1 de juny de 1938. El 15 de març de 1939, Gollob va ser destinat al 3. Staffel (3r esquadró) de Zerstörergeschwader 76 (ZG 76—76th Destroyer Wing) volant amb el Messerschmitt Bf 110. -caça pesat amb motor.

### Segona Guerra Mundial
El ZG 76 estava destinat a la frontera polonesa, prenent part a  Fall Weiß, la invasió de Polònia des de l'1 de setembre de 1939. Gollob va aconseguir la primera de les seves victòries aèries sobre Polònia el 5 de setembre de 1939, enderrocant un biplà PWS 56 (Podlaska Wytwórnia Samolotów—Podlasie Aircraft Factory). També va fer missions de suport terrestre, atacant un camp d'aviació i destruint diversos avions a terra. El 21 de setembre de 1939, Gollob va rebre la Creu de Ferro de 2a classe (Eisernes Kreuz 2. Klasse). Després de la campanya a Polònia, ZG 76 es va traslladar a Alemanya per a operacions defensives. El 1. Gruppe de ZG 76 es va traslladar per primera vegada a la zona d'Stuttgart el 29 de setembre de 1939 per defensar la frontera occidental contra francesos i britànics, que havien declarat la guerra a Alemanya el 3 de setembre de 1939. Des de principis d'octubre fins a mitjans de desembre, I Gruppe va operar des dels aeròdroms de les regions de Stuttgart i Ruhr abans de traslladar-se al nord a Jever el 16 de desembre de 1939. Allà, el 18 de desembre de 1939, Gollob va reclamar la seva segona victòria aèria sobre un bombarder Vickers Wellington de la Royal Air Force (RAF) en el que es va conèixer com la batalla de la Badia de Helgoland. Durant la batalla, va abatre i va matar al cap d'esquadró Archibald Guthrie, de l'esquadró número 9.
El 8 d'abril de 1940, Gollob va ser nomenat Staffelkapitän del 3./ZG 76. La unitat prengué part en l'Operació Weserübung, i Gollob aconseguí dues victòries més sobre Noruega. El juny de 1940, el I Gruppe es va estacionar a l'Aeroport de Trondheim-Værness, quan la força expedicionària aliada composta per les forces britàniques, franceses i poloneses lliures, estaven sent evacuades de Narvik. En suport de l'evacuació, la RAF estava apuntant a la navegació alemanya a les aigües noruegues i la Luftwaffe va ocupar els aeròdroms al llarg de la costa. El 13 de juny, quinze bombarders en picat, Blackburn Skua, sis del 800 Naval Air Squadron i nou del 803 Naval Air Squadron, llançats des del portaavions HMS Ark Royal de la Royal Navy van intentar atacar el cuirassat, Scharnhorst al Fiord de Trondheim. El vol va ser interceptat per la Luftwaffe i en la trobada aèria resultant, vuit Skuas van ser abatuts, el primer per Gollob. Aquell dia va rebre la Creu de Ferro de 1a classe (Eisernes Kreuz 1. Klasse).
Aquell mateix any, Gollob abatria un Spitfire durant la batalla d'Anglaterra. Va rebre entrenament de vol nocturn i el 7 de setembre va ser destinat al II./JG 3. El JG 3 va ser destinat al Canal, on va veure molta acció. El 9 d'octubre, Gollob va ser nomenat Staffelkapitän del 4./JG 3.
El 1941 la unitat va ser transferida a l'est per prendre part a l'Operació Barbarroja. Uns dies després s'inicià la invasió, i el 27 de juny va ser nomenat Gruppenkommandeur del II./JG 3i promogut a Hauptmann. Contra la feble Força Aèria Soviètica, Gollob demostrà la seva habilitat, abatent 18 naus enemigues només durant el mes d'agost. El 18 de setembre va ser condecorat amb la Ritterkreuz per les seves 42 victòries. A l'octubre aconseguí 37 victòries, incloent 9 en un únic dia (18 d'octubre), i 10 dies després (28 d'octubre) va rebre les Fulles de Roure després d'aconseguir 85 victòries. Al desembre, Gollob va ser retirat de la línia del front, sent destinat a una unitat de proves, per ajudar amb el desenvolupament de la propera versió del Bf 109.
Després d'un breu període al Stabschwarm del JG 54, Gollob, ara Major, assumí el comandament del JG 77 com a Geschwaderkommodore el 16 de maig de 1942. El JG 77 va haver de portar a terme la dura lluita sobre els estrets de Kerch a la península de Crimea i, encapçalat per experts com Heinrich Bär i el mateix Gollob, va guanyar l'espai aeri sobre la regió Kerch-Taman. El 20 de maig aconseguí la seva victòria número 100. El 23 de juny va rebre la Creu de Cavaller de la Creu de Ferro amb Fulles de Roure i Espases, després d'aconseguir 107 victòries. Només dos mesos després arribaria a les 150 victòries, esdevenint el pilot de la Luftwaffe amb més victòries en aquell moment. Per això va afegir els Diamants a la seva Creu de Cavaller el 29 d'agost, sent el tercer a rebre aquest honor (el van precedir dos pilots més, Werner Mölders i Adolf Galland).

#### Alt Comandament
L'1 d'octubre de 1942, ara Oberst, va ser destinat a l'Estat Major del Jagdfliegerführer 3, al Canal de la Mànega, i el 15 d'octubre va ser nomenat Jagdfliegerführer 5, sent responsable del comandament tàctic de caces sobre la França nord-occidental.
A l'abril del 1944, Gollob va ser transferit a l'estat major personal del General der Jagdflieger Adolf Galland, com a conseller en el desenvolupament dels projectes d'avions de reacció. No obstant això, la relació entre tots dos no va ser fàcil, i Gollob va ser destinat al Kommando der Erprobungstellen, o Quarter General de les Unitats de Prova. Al novembre, Gollob va ser nomenat comandant del Jäger-Sonderstab (o comandament especial de caces) per a l'Ofensiva de les Ardenes. El gener de 1945, Gollob va ser nomenat General der Jagerflieger, després de la retirada de Galland per l'OKL després de l'Operació Bodenplatte.

### Després de la guerra
Després de ser alliberat de la captivitat després de la rendició, Gollob va treballar escrivint per a revistes d'aeronàutica. Va morir a Sulingen (Baixa Saxònia el 7 de setembre de 1987.

## Condecoracions
- Creu de Cavaller de la Creu de Ferro amb Fulles de Roure, Espases i Brillants:

- Creu de Cavaller – 18 de setembre de 1941
- Fulles de Roure – (38è) 26 d'octubre de 1941
- Espases – (13è) 23 de juny de 1942
- Brillants – (3r) 30 d'agost de 1942

- Copa d'Honor de la Luftwaffe – 21 de juliol de 1941
- Creu de Ferro de 1a classe
- Creu de Ferro de 2a classe
- Insígnia Combinada de Pilot-Observador
- Escut de Crimea
- Passador de Pilot al Front de la Luftwaffe en or amb Placa "300"
- 3 Mencions al Wehrmachtbericht